# اولم- یونگینگن
اولم- یونگینگن (به آلمانی: Jungingen) یک منطقهٔ مسکونی در آلمان است که در اولم (آلمان) واقع شده‌است. اولم- یونگینگن ۳٬۲۰۰ نفر جمعیت دارد.